# Gunnars Island
Gunnars Island är en ö i Kanada.   Den ligger i territoriet Nunavut, i den nordöstra delen av landet, 3 600 km norr om huvudstaden Ottawa. Arean är 3,8 kvadratkilometer.
Terrängen på Gunnars Island är lite kuperad. Öns högsta punkt är 196 meter över havet. Den sträcker sig 3,3 kilometer i nord-sydlig riktning, och 1,8 kilometer i öst-västlig riktning.
Trakten runt Gunnars Island består i huvudsak av gräsmarker.